# Rúa Vigário José Inácio
La Rúa Vigário José Inácio es una vía pública del centro histórico de la ciudad de Porto Alegre, Brasil.
Sus orígenes son antiguos y, alrededor de 1800, ya existía con el nombre de rúa da Bandeira extendiéndose desde la orilla del Lago Guaíba hasta la Rúa Alegre, estando escasamente poblada. En 1813 el gobierno de la Capitanía comenzó a donar terrenos para nuevos moradores. Con la construcción de la Iglesia de Nuestra Señora del Rosario en 1816, pasó a ser conocida como la rúa do Rosário pero el nombre antiguo prevaleció durante mucho tiempo hasta la década de 1830. En ese momento, la Cámara Municipal pretendió prolongar la calle allende la rúa Alegre pero la posesión de los terrenos de una familia influyente frustró esos planes.
En 1844 la Câmara dispuso que los vecinos construyesen aceras en los frentes de sus parcelas y, en 1869, la instalación de una tubería de agua hizo que se pavimentase. Recibió su nombre actual el 9 de julio de 1877 en honor del recientemente fallecido vicario del Rosario, José Inácio de Carvalho Freitas. A principios de la década de 1890, la calle ya estaba urbanizada y flanqueada por numerosos sobrados. El relleno del muelle del puerto permitió prolongarla hasta la Avenida Mauá. En 1944 se ensanchó 4 metros a cada lado.
Su principal punto de referencia aún es la Iglesia del Rosario aunque el edificio actual sea poco expresivo con relación al que le precedía. Allí también se mantienen el antiguo edificio del Cine Teatro Carlos Gomes, y algunas casonas de fines del siglo XIX e inicios del XX así como edificios déco y modernistas.